# Союз коммунистов Югославии
Союз коммунистов Югославии, до 1952 — Коммунистическая партия Югославии — правящая партия коммунистической направленности в Социалистической Федеративной Республики Югославия (до 1990 года). Основана в 1919 году как оппозиционная Социалистическая рабочая партия (коммунистов) в Королевстве сербов, хорватов и словенцев. В годы Второй мировой войны играла одна из ключевых ролей в организации местного сопротивления, одержав победу над странами «Оси» и их местными пособниками. После освобождения от иностранной оккупации в 1945 году партия укрепила свою власть и создала однопартийное государство, которое просуществовало в такой форме правления до 1990 года, за год до начала Югославских войн и распада Югославии.
Партия, которую возглавлял Иосип Броз Тито с 1937 по 1980 год, была первой коммунистической партией у власти в истории Восточного блока, которая открыто выступала против Советского Союза и поэтому была исключена из Коминформа в 1948 году в результате советско-югославского раскола. После внутренних чисток, направленных против просоветских членов, в 1952 году партия переименовалась в Союз коммунистов и взяла курс на рабочее самоуправление и независимый путь к социализму, известный как титоизм.

## Состав членов
- Коммунистическая партия Сербии
- Коммунистическая партия Черногории
- Коммунистическая партия Боснии и Герцеговины
- Союз коммунистов Хорватии
- Союз коммунистов Македонии
- Коммунистическая партия Словении
- Организация СКЮ в ЮНА

## История
Создана в апреле 1919 года.
Начиная с апреля 1920 года  усилились трения между сторонниками большевизма и их оппонентами как реформистского, социал-демократического, так и отчасти революционно-демократического, анархистского толка. Называемые «центрумашами» умеренные, выступали за отказ от революционного насилия, за продолжение политической борьбы легальными парламентскими средствами, а также за работу в профсоюзах и просветительскую деятельность.
На втором съезде в Вуковаре 20-25 июня 1920 года название основанной в апреле 1919 года партии было изменено на Коммунистическую партию Югославии. Впоследствии «центрумаши» оказались маргинализированы.
В ноябре 1920 года на выборах в Учредительную скупщину заняла третье место, получив 58 из 419 мест. Наилучших результатов партия добилась в крупных городах, в Черногории и Македонии, где не было других привлекательных национальных или региональных оппозиционных партий, как в Словении, Хорватии-Славонии и Боснии и Герцеговине. Кроме того, под руководством КПЮ в Словении и Боснии был проведён ряд шахтерских забастовок, подавленных королевской армией. Опасаясь роста влияния КПЮ, в декабре того же года коммунистическая деятельность была временно запрещена. В ответ активисты Компартии организовали несколько неудачных покушений на высокопоставленных чиновников, в том числе на будущего короля Александра Карагеоргиевича В августе 1921 года вышел закон «О защите государства», согласно которому деятельность  ПЮрещена, а 58 депутатских мандатов коммунистов аннулированы В саму партию проникло множество агентов полиции.
После покушений партия оставалась в подполье до начала Второй мировой войны, а партийные деятели подвергались репрессиям со стороны королевских властей. К 1924 году число членов КПЮ сократилось до 688. Руководство партии бежало в СССР, где был репрессирован глава партии М. Горкич и ряд других деятелей. На V подпольной партийной конференции в Загребе, прошедшей в октябре 1940 года генеральным секретарем партии стал Тито. 
После нападения гитлеровцев на Югославию в 1941 г. партизанское коммунистическое движение во главе с Тито развернуло широкомасштабную войну против оккупантов и коллаборационистов. В ноябре 1942 года партизаны освободили город Бихач и установили контроль над значительной частью западной Боснии, Далмации и Лики, организовав на освобождённых территориях так называемую Бихачскую республику. В городе по инициативе Тито и КПЮ в том же месяце было созвано общеюгославское собрание — Антифашистское вече народного освобождения Югославии (Antifašističko vijeće narodnog oslobođenja Jugoslavije, AVNOJ). На учредительном собрании АВНОЮ приняло принцип создания федеративного государства после освобождения страны от оккупации. После встречи в Бихаче были созданы земельные советы как политические органы, представляющие отдельные части будущей федерации. 
В ноябре 1943 года АВНОЮ во второй раз собралось в Яйце и, объявив себя будущим парламентом нового югославского государства, подтвердило приверженность идее создания демократической федерации. Вече также отвергло власть югославского правительства в изгнании и запретило королю Петру II возвращаться в страну.
После освобождения страны в 1945 г. партия установила в стране тоталитарный однопартийный режим, просуществовавший до 1990 г.

## Разрыв с СССР
Компартия Югославии была первой компартией у власти, которая открыто выступила против политики СССР, за что была исключена из Коминформа в 1948 г. И. В. Сталин и В. М. Молотов обвинили Тито в национализме и правом уклоне. В конце 1940 — начале 1950-х в партии прошли внутренние чистки, которые были мягкими по сравнению с СССР — смертная казнь применялась крайне редко, подавляющее большинство репрессированных отделались заключением в трудовых лагерях с мягким по сравнению с СССР режимом, а крупные партийные деятели, попав в опалу, обычно отправлялись в ссылку или эмигрировали, как Моша Пьяде или Милован Джилас.
По мнению члена КПЮ Предрага Миличевича, Тито осуществил разгром партии:
Разгром компартии был загодя подготовлен втихаря и с большим успехом осуществлён в 1948—1956 годах. Из 285 147 членов КПЮ, которые она имела в начале 1948 года, было исключено 218 379 человек, громадное большинство которых вынесло всю тяжесть борьбы за свободу и социализм. Все они были репрессированы и вместе с несколькими сотнями тысяч беспартийных прошли жернова жутких концлагерей — «Голого Отока», «Святого Гргура», «Билеча», «Мермера», «Забела», «Углян», «Градишка», «Рамского Рита», «Главнячи» и других «святых» мест, входящих в систему ломки человеческой психики и воли…

Ползучая контрреволюция, организованная Тито, набирала темпы и в борьбе со своими основными врагами — членами КПЮ, перекрывала «достижения» гестапо с лихвой. Гестапо стремилось людей уничтожить, контрреволюция же Тито стремилась сломить их морально и использовать их как зверей для устрашения народа. Любой ценой сломать волю, превратить их в озверевших предателей. Об этом периоде «тихой» контрреволюции и дикой расправы над людьми «гуманный» и «очень человеколюбивый» Запад молчал и о правах человека даже не заикался. Но писатели и литераторы Москвы, России, да и того же «цивилизованного» Запада могли бы при желании узнать об этой жуткой, именно жуткой правде, прочитав её в книгах Мирослава Поповича «Бей банду», Миливоя Стевановича «В титовских фабриках „предателей“», книгах академика Драгослава Михайловича, в рассказах женщин «Женский лагерь на Голом Отоке», собранных Драгославом Симичем и Бошком Тривуновичем и других материалах живых и уже мёртвых свидетелей, переживших этот кошмар.

## Преобразование в СКЮ
В 1952 г. Коммунистическая Партия Югославии была переименована в Союз Коммунистов Югославии (СКЮ), Политическое Бюро Центрального Комитета Коммунистической Партии Югославии и должность Генерального Секретаря Центрального Комитета Коммунистической Партии Югославии были упразднены, был создан Исполнительный Комитет Центрального Комитета СКЮ, Секретариат Исполнительного Комитета Центрального Комитета СКЮ и введена должность Генерального Секретаря Союза Коммунистов Югославии, в октябре 1966 года эта должность была переименована в должность Председателя Союза Коммунистов Югославии. Кроме того, в начале 1950-х годов были упразднены должности комиссаров в армии Югославии. В отличие от КПСС, где до приема в партию человек должен был сначала быть «кандидатом в члены партии», устав СКЮ предусматривал, что принимаемый в СКЮ человек сразу становится членом Союза коммунистов Югославии. Устав СКЮ отменил существовавшие ранее первичные партийные организации в государственных органах. Также согласно принятому в марте 1953 года новому уставу Народная молодежь Югославии формально больше не подчинялась непосредственно СКЮ.
В 1958 году в Любляне прошел VII съезд СКЮ, который принял новую программу Союза коммунистов Югославии. На съезде был подтвержден прежний состав Исполнительного комитета ЦК СКЮ (в его состав добавили только одного человека). Интересно, что Исполнительный комитет отнюдь не повторял национальную структуру населения Югославии: он состоял из четырех сербов, четырех хорватов, трех словенцев, трех черногорцев и одного македонца. Албанцев в его составе не было, несмотря на то, что албанское население Югославии насчитывало около 2 млн человек, а черногорцев было втрое больше, чем македонцев, несмотря на то, что черногорцев в СФРЮ было в несколько раз меньше, чем македонцев.
В 1969 году Центральный Комитет Союза Коммунистов Югославии был упразднён, были созданы Президиум Союза Коммунистов Югославии и Исполнительное Бюро Союза Коммунистов Югославии. В 1974 году Президиум Союза Коммунистов Югославии и Исполнительное Бюро Союза Коммунистов Югославии были упразднены, вместо них были созданы Центральный Комитет Союза Коммунистов Югославии, Президиум Центрального Комитета СКЮ, Исполнительный Комитет Президиума Центрального Комитета СКЮ, а также Комиссия по уставным вопросам СКЮ и Ревизионная Комиссия СКЮ. С 1980 года партию возглавлял Президиум, состоявший из глав республиканских компартий, которые по очереди на год замещали должность председателя президиума.
С 1950-х гг. партия проводила политику «независимого коммунизма» и неприсоединения. Они были основаны на следующем принципе: в каждом государстве средства достижения коммунизма должны определяться внутри самой страны, а не внешними силами (под ними подразумевался Советский Союз).
Другой важной чертой титоизма как политического курса СКЮ стала разработанная Эдвардом Карделем доктрина самоуправленческого социализма. Она предусматривала самоуправление рабочих коллективов: теория коллективного труда предполагала, что решение о судьбе прибыли предприятия должно приниматься самим рабочим коллективом. Однако между предприятиями сохранялась конкуренция, что позволяло рассматривать экономику Югославии как «рыночный социализм».
На XIV (чрезвычайном) съезде СКЮ 22 января 1990 года фактически прекратил своё существование как единая партия: ещё до завершения съезда его покинули делегации Словении, Хорватии, Боснии и Герцеговины и Македонии.
30 июня 1990 года создана Новая коммунистическая партия Югославии, заявившая о преемственности к Союзу коммунистов Югославии.

## Съезды КПЮ/СКЮ
- 1-й — 20-23 апреля 1919, Белград
- 2-й — 20-15 июня 1920, Вуковар
- 3-й — 14-22 мая 1926, Вена
- 4-й — 5-16 ноября 1928, Дрезден
- 5-й — 21-28 июля 1948, Белград
- 6-й — 2-7 ноября 1952, Загреб
- 7-й — 22-26 апреля 1958, Любляна
- 8-й — 7-13 ноября 1964, Белград
- 9-й — 11-15 марта 1969, Белград
- 10-й — 27-30 мая 1974, Белград
- 11-й — 20-23 июня 1978, Белград
- 12-й — 26-29 июня 1982, Белград
- 13-й — 20-23 июня 1986, Белград
- 14-й — 20-22 января 1990, Белград

## Руководители
Партию первоначально возглавляли Секретари Центрального комитета, позднее — Председатели Президиума:
| Имя | Срок                              | должность, прим.                                        |
| --- | --------------------------------- | ------------------------------------------------------- |
| Филип Филипович Живко Топалович | апрель 1919 — июнь 1920           | политические секретари                                  |
| Владимир Чопич | апрель 1919 — июнь 1920           | организационный секретарь                               |
| Павле Павлович Яков Ластрич | июнь 1920 — август 1921           | Председатели Центрального Комитета партии               |
| Филип Филипович Сима Маркович | июнь 1920 — август 1921           | политические секретари                                  |
| Владимир Чопич | июнь 1920 — август 1921           | организационный секретарь                               |
| После запрета в 1921 г. партию возглавило «альтернативное руководство» (с июня 1921 г.):                                               |                                   |                                                         |
| Коста Новакович Триша Кацлерович Моша Пьяде                                                                                            | август 1921 — июль 1922           | Альтернативное руководство партии                       |
| Раскол в руководстве привёл к образованию «исполнительного комитета компартии в эмиграции» в противовес «альтернативному руководству»: |                                   |                                                         |
| Сима Маркович | сентябрь 1921 — июль 1922         | Исполком компартии в эмиграции                          |
| Фракции вновь объединились на Первой конференции в Вене в июле 1922.                                                                   |                                   |                                                         |
| Сима Маркович | июль 1922 — май 1923              | секретарь                                               |
| Триша Кацлерович | май 1923 — май 1926               | секретарь                                               |
| Сима Маркович | май 1926 — апрель 1928            | политический секретарь                                  |
| Радомир Вуйович | май 1926 — апрель 1928            | организационный секретарь                               |
| Центральный комитет был распущен Коминтерном в апреле 1928 и заменён временным руководством.                                           |                                   |                                                         |
| временное руководство, глава: Джуро Джакович                                                                                           | апрель — ноябрь 1928              |                                                         |
| Йован Малишич | ноябрь 1928 — до 1934             | политический секретарь                                  |
| Джуро Джакович | ноябрь 1928—1929                  | организационный секретарь                               |
| с 1930 партийное руководство находилось в эмиграции в Вене и не имело контактов с Югославией до 1934.                                  |                                   |                                                         |
| Милан Горкич | декабрь 1934 — ноябрь 1936        | политический секретарь                                  |
| Милан Горкич | ноябрь 1936 — 23 октября 1937     | генеральный секретарь; казнён в Москве в 1939           |
| Иосип Броз Тито | ноябрь 1936 — май 1938            | организационный секретарь; с декабря 1936 — в Югославии |
| временное руководство, глава — Иосип Броз Тито                                                                                         | май 1938 — март 1939              |                                                         |
| Иосип Броз Тито | март 1939 — 4 мая 1980            | генеральный секретарь, позднее Председатель Президиума  |
| Имя | Срок                              | Какую союзную или автономную республику представлял     |
| Бранко Микулич (и. о. председателя) | 19 октября 1978 — 23 октября 1979 | Хорватия                                                |
| Стеван Дороньский (и. о. председателя до 4 мая)                                                                                        | 23 октября 1979 — 20 октября 1980 | Воеводина                                               |
| Лазар Мойсов | 20 октября 1980 — 20 октября 1981 | Македония                                               |
| Душан Драгосавац | 20 октября 1981 — 29 июня 1982    | Хорватия                                                |
| Митя Рибичич | 29 июня 1982 — 30 июня 1983       | Словения                                                |
| Драгослав Маркович | 30 июня 1983 — 26 июня 1984       | Сербия                                                  |
| Али Шукрия | 26 июня 1984 — 25 июня 1985       | Косово                                                  |
| Видое Жаркович | 25 июня 1985 — 26 июня 1986       | Черногория                                              |
| Миланко Реновица | 28 июня 1986 — 30 июня 1987       | Босния и Герцеговина                                    |
| Бошко Крунич | 30 июня 1987 — 30 июня 1988       | Воеводина                                               |
| Стипе Шувар | 30 июня 1988 — 17 мая 1989        | Хорватия                                                |
| Милан Панчевский | 17 мая 1989 — 30 июня 1990        | Македония                                               |